# Aloe minor
Aloe minor é uma espécie de liliopsida do gênero Aloe, pertencente à família Asphodelaceae.